# 로가테츠 (노트란스카)

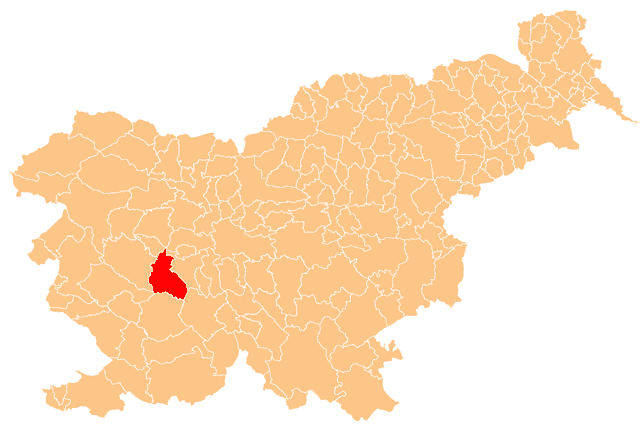
로가테츠의 위치

로가테츠(슬로베니아어: Logatec)는 슬로베니아 서부에 위치한 도시로 면적은 173.1 km2, 인구는 13,271명(2009년 기준), 인구 밀도는 76.67명/km2이다. 전통적으로는 노트란스카 지역에 속한다.